# 小行星5236
小行星5236（英語：5236 Yoko）是一颗围绕太阳公转的小行星。1990年10月10日，水野義兼、古田俊正在可儿市发现了此天体。
这颗小行星的绝对星等为198.0837738834787等。